# Mercado imobiliário
Mercado imobiliário é o mercado do setor imobiliário que negocia com terreno, bem como qualquer coisa construída neste dado terreno (como prédios, por exemplo).
Atuantes no mercado são, entre outros, as imobiliárias,  que agem na intermediação de venda ou locação de imóveis, tais como, casas e apartamentos, salas e escritórios, bem como proceder a administração de imóveis locados, bancos que concedem créditos hipotecários e créditos de risco (subprime), advogados especializados em direito imobiliário, órgãos públicos envolvidos no registro de imóveis e na manutenção do cadastro e notários que formalizam juridicamente a vontade das partes envolvidas numa compra/venda de imóvel. Quem expressa a demanda do mercado imobiliário são os compradores de imóveis, também atuantes do mercado.
A queda do mercado imobiliária (especialmente a queda nos preços de imóveis) foi uma das razões da crise do subprime, uma crise financeira desencadeada em 2008.